# Roger Mortimer (syn)
Roger Mortimer, młodszy syn Rogera Mortimera, 4. hrabiego Marchii, i Eleonory Holland, córki 2. hrabiego Kentu, młodszy brat Edmunda, 5. hrabiego Marchii. 

## Życiorys
W 1399 r. uwięziony z bratem w zamku Windsor, uwolniony sprzez stryja, sir Edmunda Mortimera i jego szwagra Harry'ego Hotspura Percy'ego w 1405 r. znalazł się w Walii. Ponownie uwięziony przed Lancasterów w 1409 r. nie doczekał się wolności i zmarł przed 1413 r.